# Metateze alkynů

Náčrtek metateze alkynu - substituenty jsou zvýrazněny

Metateze alkynů je organická reakce spočívající v přeuspořádání chemických vazeb v alkynech; ke katalýze se používají organokovové sloučeniny. Mechanistické studie naznačují, že meziprodukty těchto reakcí jsou alkylidynové komplexy.
Podobnou reakcí je metateze alkenů.

## Historie

Mortreuxův katalytický systém zahrnuje katalyzátor založený na hexakarbonylresorcinolovém komplexu molybdenu; fenylová a p-methylfenylová skupina na alkynu nejsou znázorněny

Metateze alkynů katalyzované kovy byly poprvé popsány v roce 1968. Baileyův systém se skládá ze směsi oxidu wolframového a křemičitého a pracuje i za teplot okolo 450 °C. V roce 1974 byl popsán homogenní katalyzátor založený na hexakarbonylu molybdenu, použitelný při 160 °C; při jeho použití se nesymetrický alkyn mění na směs dvou symetrických derivátů. Tento systém, nazývaný Mortreuxův, obsahuje molybdenový prekatalyzátor v podobě hexakarbonylu molybdenu, Mo(CO)6, a resorcinolový kokatalyzátor. V roce 1975 navrhl T. J. Katz, že by meziprodukty příslušné katalýzy mohly býtalkylidyn a metalocyklobutadien. Roku 1981 prozkoumal Richard R. Schrock několik katalyticky aktivních metalocyklobutadienových komplexů.
Vysoce účinné jsou molybdenové katalyzátory využívající jako ligandy deriváty anilinu.

Katalyzátory metateze alkynů
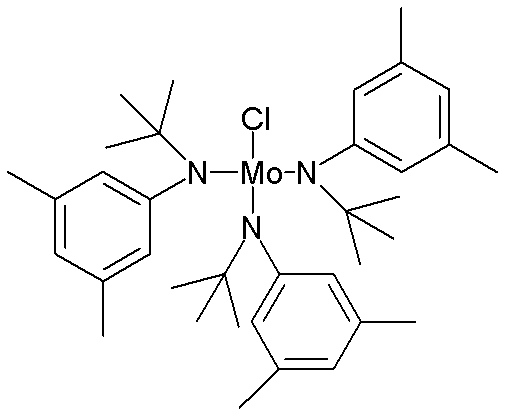
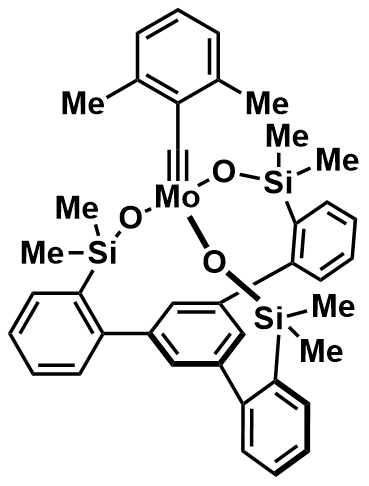
„klenbové“ katalyzátory
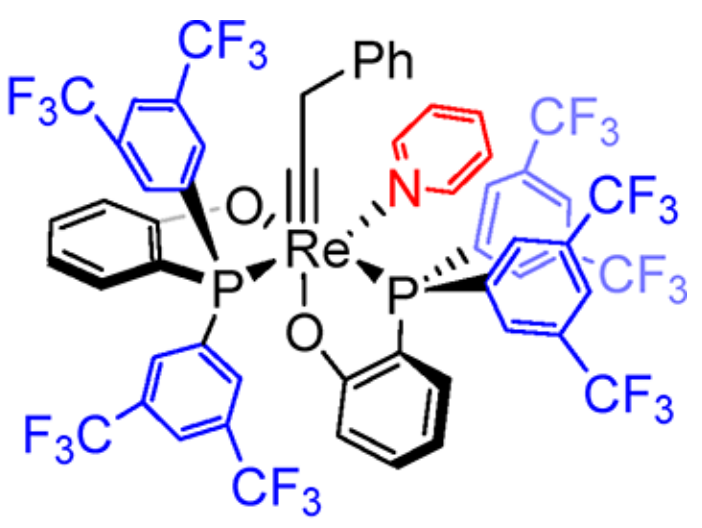
d2-katalyzátor stálý na vzduchu
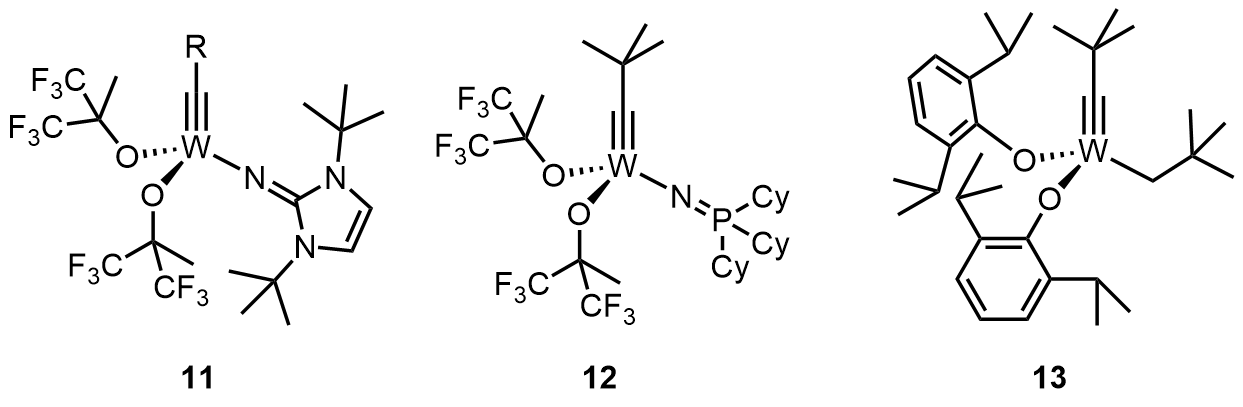
několik katalyzátorů založených na Schrockových karbynech

Klenbové katalyzátory obsahují trojramenné ligandy a vyznačují se vysokou aktivitou i snadnou přípravou.
Experimentální a výpočetní studie ukázaly, že metalotetraedrany jsou izolovatelné, ale v průběhu katalytického cyklu se dynamicky proměňují.
Metateze alkynů lze katalyzovat i rheničnými komplexy.
Tyto katalyzátory jsou na vzduchu stálé a umožňují použití mnoha různých funkčních skupin, mimo jiné i karboxylových.

## Degradace katalyzátoru
Degradace katalyzátorů používaních při metatezích alkynů probíhají hlavně hydrolyticky a oxidačně.
Dimerizace alkylidynů jsou stále možné, což je vidět na možnosti izolovat malá množství komplexu 28. Kromě bimolekulárních rozkladů a hydrolýz se Schrockovy alkylidyny mohou rozkládat při pokusech o metateze koncových alkynů, po tvorbě metalocyklů, mechanismus zahrnuje transanelační aktivaci vazby C-H, spojenou s tvorbou deprotio-metalocyklobutadienu, a ztrátu jednoho alkoxidového ligandu. Tento rozklad probíhá i u alkylidynů se silanolátovými ligandy, například sloučenina 29 je izolovatelná po přidání 1,10-fenantrolinu. Z těchto důvodů nelze provádět účinné metateze koncových alkynů uvedenými katalytickými systémy.
Rovnováhy těchto reakcí je možné posunout ve prospěch produktů pomocí molekulových sít, která zachycují butynové meziprodukty.

## Uzavírací metateze
Metateze alkynů lze použít v rámci reakcí uzavírajících kruhy; například civeton se dá takto získat z dialkynu.Po uzavření kruhu se vzniklá trojná vazba stereoselektivně redukuje vodíkem a pomocí Lindlarova katalyzátoru se získá Z-alken (cyklické E-alkeny se dají připravit Birchovými redukcemi). Řídicí silou této reakce je odštěpení malé plynné molekuly, kterou může být například acetylen nebo but-2-yn.
Obdobným dvoukrokovým postupem lze vytvořit přírodní cyklofan turrian.
Metateze alkynů mohou katalyzovat také trisamidomolybdenové komplexy alkylidynů.

### Přípravy přírodních látek
Metateze alkynů byly také zahrnuty do totálních syntéz několika přírodních látek, například prostanoidu hybridalaktonu, kde bylo možné reakci provést i za přítomnosti epoxidových, vnitřních alkenových a esterových skupin.
V dalším případě posloužil jako substrát vysoce funkcionalizovaný enyn, obsahující thiazolidinonovou skupinu, jenž prošel metatezí za přítomnosti molybdenitého katalyzátoru , přičemž ani heterocyklická síra, ani terciární glykosid (jinak náchylný k odštěpení) nezpůsobovaly potíže při uzavírání kruhu.
Totální syntéza spirastrellolidu F zahrnuje krok spočívající v metatezi alkynu. Molekula tohoto inhibitoru fosfatázy má 21 stereogenních center a v jejím vedlejším řetězci se nachází nestabilní dien. Makrocyklické jádro obsahuje tetrahydropyranový kruh a spiroketal, a také chlorovaný bis-spiroketal. Tento polycyklus se podařilo vytvořit pomocí posloupnosti metatezí alkynů a acetalizace katalyzované zlatem.

## Nitriloalkynové metateze
Nahrazením wolframového alkylidynu nitridem wolframu a zavedením nitrilu lze provést nitriloalkynové metateze, kdy se spojují dvě nitrilové skupiny za tvorby nového alkynu. Dusík se naváže na další alkyn (volný N2 nevzniká):